# 渡邊英幸
渡邊 英幸（わたなべ ひでゆき、1958年9月28日 - ）は、日本の元男子バスケットボール選手である。
香川県出身。高松高専卒業後の1979年、熊谷組に入社し、日本リーグで9年プレーした。
引退後は地元に戻り、大成建設四国支店に勤務の傍ら、中学やミニバスの指導を行い、香川県バスケットボール協会理事にも就任した。大成建設では高知営業所長も務めた。
私生活では元シャンソン化粧品の実業団選手で日本代表主将も経験した久保田久美と結婚して1男1女をもうけ、長女は元アイシン・エィ・ダブリュの渡邊夕貴、長男は日本人2人目のNBAプレイヤーで現在は千葉ジェッツ所属の渡邊雄太である。